# Франсис Бернар (инженер)
Франсис Бернар (Francis Bernard; род. в 1940 году) французский инженер. В 70-е годы XX века он стал инициатором разработки CAD/CAM программного обеспечения в компании Dassault Aviation. Эта работа привела к созданию CATIA 3D, системы, которая стала широко использоваться во всем мире после создания в 1981 году компании Dassault Systèmes, одним из основателей которой стал Франсис Бернар.

## Ранние годы и образование
Франсис Бернар родился в 1940 году в Ханое, во Французском Индокитае, сегодня это город на территории Вьетнама. Его отец работал инженером на угольных шахтах северного Вьетнама. Франсис учился в начальных школах Хайфона и Далата. В 1952 году семья возвратилась во Францию и обосновалась в Париже. Франсис продолжил учебу в старших классах школы Janson-de-Sailly, а затем на подготовительных курсах, после окончания которых он в 1965 году был принят в Высший институт аэронавтики и космоса (SUPAERO) — французский университет, специализирующийся в аэрокосмической инженерии.
После прохождения военной службы Франсис был принят в отдел перспективного проектирования технического сектора компании Dassault Aviation, где занимался вопросами аэродинамики, полетных качеств и повышения эффективности. Он специализировался в теоретической аэродинамике и почти сразу был вовлечен в работу по созданию программного обеспечения в сфере CAD и CAM.

## Профессиональная карьера

### От GEOVA до DRAPO: начало разработки CAD в Dassault Aviation (1967—1981)
Карьера Бернара началась с разработки вычислительных средств для аэродинамической оптимизации. В те годы существовало несколько проектов по созданию военных самолётов, включая Alpha Jet и новые модели Mirage III, а также гражданские авиационные проекты Mercure и Falcon. Возглавляя группу из 5-6 человек, Франсис Бернар разработал трехмерные средства автоматического проектирования для моделирования аэродинамических труб с повышенной точностью и программы для изготовления деталей конструкций на станках с числовым программным управлением. GEOVA (Génération et Exploitation par Ordinateur des Volumes d’Avions, то есть компьютерная разработка компонентов формы самолёта) представляла собой интеграцию различных программ, работающих с единой базой данных. Основная цель заключалась в том, чтобы обеспечить согласованную работу частей программного обеспечения с общими данными.
Разработка GEOVA велась в течение десяти лет, с 1967 по 1977 год. Был создан широкий набор приложений 3D CAD, в которых использовались многие компьютерные технологические инновации, такие как интерактивные графические терминалы, заменившие алфавитно-цифровые терминалы, и разработаны интерфейсы для взаимодействия со станками с числовым программным управлением (ЧПУ). В те годы подобные работы других производителей самолетов велись как внутренние разработки, решавшие очень конкретные и неотложные задачи, причем уровень интеграции, как правило, был низким. Это было время мэйнфреймов и перфокарт, требовавших высокого уровня знаний в области программного обеспечения. О дружелюбных интерфейсах не было и речи. Конструкторские бюро должны были передавать свои расчеты команде Бернара, которая отвечала и за разработку программного обеспечения, и за его

### Рождение CATIA
Несмотря на то что 3D инструменты показали отличные результаты в моделировании аэродинамических труб и оптимизации поверхностей, 2D чертежи оставались главным средством проектирования в конструкторских бюро, где большие помещения были заставлены десятками чертежных досок. В 70-х годах имеющиеся на рынке средства CAD в основном были ориентированы на чертежников. В 1974 году Dassault Aviation приобрела лицензии на CADAM, разработанное в Lockheed интерактивное приложение для черчения, пришедшее на смену чертежным доскам. Франсис Бернар создал интерфейсы между GEOVA и CADAM, а также доработал CADAM до уровня 2.5D. CADAM 2.5D предназначалась для моделирования и изготовления нервюр крыла и шпангоутов фюзеляжа на 5-осевых станках с ЧПУ (позже CADAM Inc купила этот функционал). Интеграция GEOVA 3D и CADAM 2.5D получила название DRAPO (Définition et Réalisation d’Avions par Ordinateur — компьютерное определение и реализация самолета).
В 1977 году, столкнувшись с проблемами интеграции, неизбежно создаваемыми постоянными потребностями в новых приложениях, а также учитывая интенсивное развитие высокоуровневых пользовательских интерфейсов, Бернар решил полностью переписать GEOVA. С согласия своих руководителей, Жана Кабриера и Пьера Бона, он приступил к проектированию новой архитектуры, включающей весь набор функций, а также интерактивных графических интерфейсов для пользователей, не являющихся компьютерными специалистами. Так появилась CATI, которая через несколько лет превратилась в CATIA (Computer-Aided Three-dimensional Interactive Application — компьютерное трехмерное интерактивное приложение).

### Создание Dassault Systèmes
Решение о выводе CATIA на рынок привело в 1981 году к основанию компании Dassault Systèmes. Это было смелым решением: в те годы никто из производителей самолётов не делал свой продукт для проектирования публичным — по крайней мере, системы 3D моделирования. Создание Dassault Systèmes как распространителя программного обеспечения сопровождалось риском того, что технология CATIA попадёт в руки конкурентов. Хотя компания Lockheed продавала CADAM, это было исключением, к тому же ноу-хау в области 2D не было прорывной технологией. В противоположность этому, CATIA стала не только инновационным софтвером, но и потребовала трансформации бизнеса.
В команде Бернара было меньше сотрудников, чем у конкурентов, а Dassault Systèmes была основана позже, чем другие уже зарекомендовавшие себя компании этого сектора рынка, — в основном американские, такие как CADAM, ComputerVision и CALMA, в которых работали сотни человек. Более того, среди французских конкурентов была компания Datavision, предлагавшая сопоставимую по функционалу систему Euclid. Dassault Systèmes начала свою работу, имея всего двадцать сотрудников и единственного заказчика — Dassault Aviation.
Первоначально акции распределились между тремя владельцами: по 10 % получили Бенно-Клод Валлиер (CEO Dassault Aviation) и Шарль Эдельштен (генеральный секретарь Dassault Aviation), а остальные 80 % достались семье Дассо. Эдельштен был назначен Председателем совета директоров, а Франсис Бернар стал Генеральным директором (CEO).

### Партнерство с IBM
На начальном этапе партнерство с IBM было важным условием успеха Dassault Systèmes. IBM полностью взяла на себя маркетинг CATIA. Для того чтобы CATIA вошла в каталог лидеров ИТ-индустрии, потребовались огромные усилия. Квалификационный процесс, начавшийся в 1980 году, занял несколько месяцев. Конкуренция с альтернативными программными решениями была жесткой. Но «IBM выявила недостатки CADAM и искала продукт для своего каталога, который дополнял бы его, особенно в области трехмерных представлений. Технические специалисты IBM, прикомандированные к CADCAM-центру компании Dassault в Сен-Клу, после длительного и тщательного анализа выбрали CATIA среди конкурентных продуктов, представленных Northrop и Nissan».
Чтобы соответствовать условиям партнерства, Бернар и его команда должны были понять, перевести и реализовать требования IBM, при этом должным образом позиционируя новые продукты по отношению к ПО CADAM, которое уже много лет находилось в каталоге IBM. Внешняя похожесть двух программных пакетов, а также разработанный в Dassault Aviation интерфейс между ними убедили отдел продаж IBM в том, что эти CAD/CAM решения согласованы и что CATIA и CADAM взаимно дополняют друг друга. Постоянная работа над обеспечением совместимости продуктов привела к тому, что в конце 1991 года Dassault Systèmes приобрела CADAM у IBM, которая купила его двумя годами ранее. Взамен IBM получила 10 % пакета акций Dassault Systèmes. Сделка также включала соглашение, по которому Dassault Systèmes стала единственным партнером IBM в области CAD/CAM.

### Рост компании

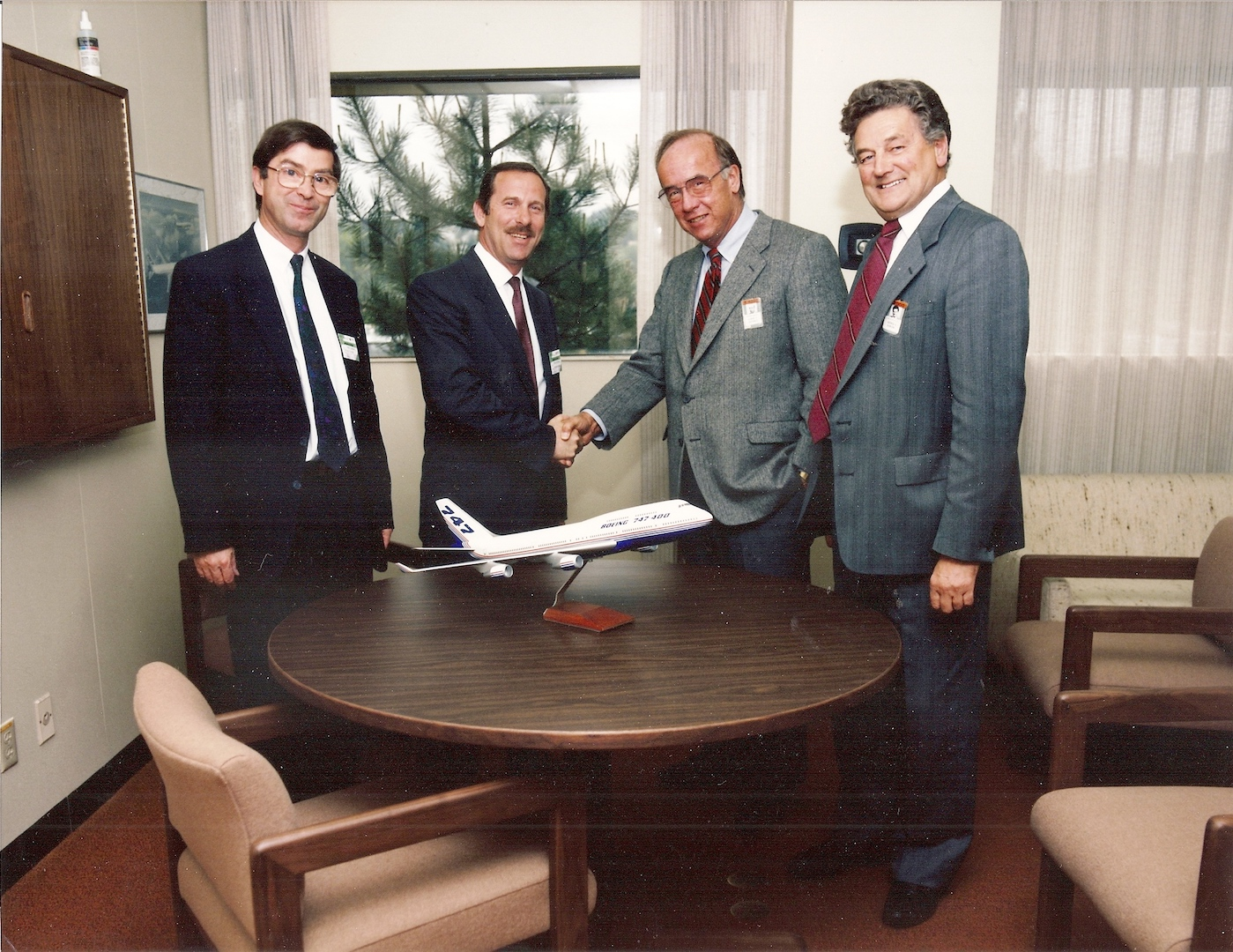
Франсис Бернар и Шарль Эдельштен с директорами группы Боинг

В первые же годы после основания у Dassault Systèmes появились крупные клиенты, включая Honda в Японии, Mercedes и BMW в Германии (тогда — в Западной Германии), SNECMA (сегодня — часть SAFRAN Group) во Франции и Grumman Aerospace в США. Отдел продаж IBM помог установить отношения с Boeing, хотя Бернару пришлось в течение нескольких лет до подписания договора прикладывать усилия, чтобы убедить Boeing в том, что предлагаемый продукт выгоден для их бизнеса.
Бернар уделял большое внимание росту компании, численность которой за восемь лет выросла с 20 до более чем 500 человек. В 1991 году, к десятилетнему юбилею, в Dassault Systèmes было уже более 800 человек и около 2500 клиентов (40 % в автомобильной промышленности, 30 % в авиастроении и 30 % в других отраслях). В 1993 году число клиентов выросло до 8000; в США и Японии были созданы дочерние компании.
Чтобы удовлетворять потребности клиентов, необходимо было постоянно развивать CATIA, добавлять новые функции и интерфейсы для нового оборудования и программного обеспечения. Нужны были новые приложения, но важно было сохранять общую согласованность продукта.
Чтобы выйти на растущий рынок профессиональных ИТ услуг, в 1988 году Бернар создал дочернюю компанию Dassault Data Services (DDS). Растущая сложность ИТ продуктов породила спрос на индивидуальные решения и возможности интеграции различных программных пакетов. Однако бизнес DDS оставался в основном связанным с продуктами Dassault Systèmes, предлагая обучение, консультации и разработку на заказ. В настоящее время 95 % акций DDS принадлежит Dassault Systèmes.

### Версии программного обеспечения

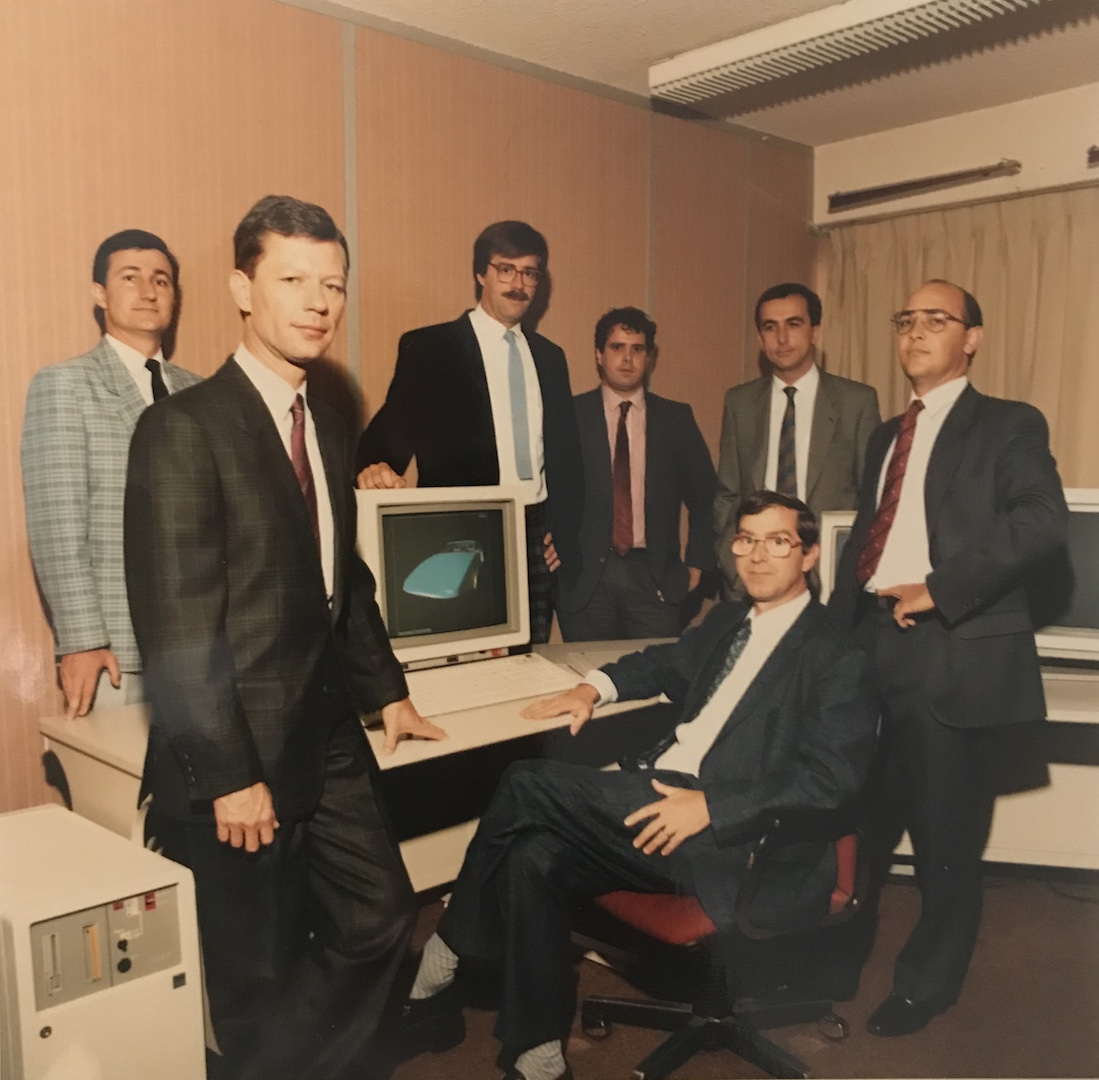
Менеджмент Dassault Systèmes в 1987 году: сидит Франсис Бернар; стоят слева впереди Доминик Кальмель (Dominique Calmels), сзади слева направо: Бернар Шарлес (Bernard Charlès), Бернар Вермерш (Bernard Vermersh), Бруно Лачаг (Bruno Latchague), Филипп Форестье (Philippe Forestier), Жан-Мишель Морэн (Jean-Michel Morin)

Под влиянием IBM Бернард внедрил политику развития продукта, основанную на версиях (основных изменениях) и релизах (обновлениях и дополнительных функциях). Реализация этого подхода в такой молодой компании, как Dassault Systèmes, была достигнута благодаря полному внутреннему консенсусу, предпринимательскому духу, ориентированному на гибкость, и уверенности в технологическом прогрессе компании.
«…Главным преимуществом [CATIA] по сравнению с CADAM было третье измерение. В 1984 году в CATIA были добавлены возможности создания чертежей, что позволило ей стать независимой от CADAM. В CATIA Version 2 (1985 год) были полностью интегрированы функции черчения, твердотельного моделирования и робототехники, что делало ее лидером в области авиационных приложений. В CATIA Version 3 (1988 год) появились функции AEC, и она была перенесена на рабочие станции IBM RISC System/6000 на базе UNIX. Таким образом, CATIA также стала лидером среди автомобильных приложений.»
- 1981: CATIA V1, работающая на MVS, с приложениями для проектирования 3D форм, многоосевой обработки, c интерфейсом CADAM-CATIA и возможностями моделирования кинематических функций, например движений шасси или предкрылков и закрылков.
- 1984: CATIA V2, работающая на VM в дополнение к MVS. С функциональной стороны добавлены функции 2D-черчения, работа с композиционными конструкциями, а также функции для автомобильной промышленности.
- 1988: CATIA V3, интеграция рабочих станций IBM, работающих под управлением Unix, с мэйнфреймами MVS. В конце 1980-х годов спрос на рабочие станции был высоким, и такие производители, как Sun или Hewlett Packard, становились доминирующими в научном и промышленном секторах. Одним из ключевых усовершенствований стал цифровой макет (DMU), который обеспечивал улучшенное представление сборок и их компонентов в 1990-х годах. «Во время разработки „Миражей“ в Dassault Aviation по пятницам днем назначались совещания, проводившиеся рядом с прототипом. Координация навыков, обмен мнениями между конструкторским бюро и заводом происходили непосредственно около физической модели. Но чтобы обеспечить такой режим работы, необходимо было создать реалистичный (с использованием реальных материалов) прототип самолета в натуральную величину, и он должен был постоянно дорабатываться. В 1990-х годах физическая модель была заменена цифровой моделью (DMU), которая стала репозиторием для всех подразделений компании (отвечающих за оборудование, конструкции, покрытия, схемы и т. д.)».
- 1993: CATIA V4 стала олицетворением серьезных изменений в отношениях компании с IBM. CATIA стала независимой от аппаратного обеспечения IBM и кроме платформы IBM Unix работала на рабочих станциях Hewlett Packard, Sun и Silicon Graphics. «Если говорить о станциях, образцовая лояльность, которую Dassault Systèmes демонстрировала IBM, становилась помехой. Сегодня все крупные поставщики САПР предлагают свои продукты как минимум на двух или трех семействах машин от Hewlett Packard, Silicon Graphics, Sun, IBM и Digital (не считая предложений для ПК)». Среди важных улучшений было параметрическое проектирование, впервые введенное недавно созданной компанией PTC, которая построила свое программное обеспечение Pro/Engineer на совершенно новых принципах. Это означало серьезную трансформацию возможностей представления. Параметризация позволяет определять размеры как переменные, и когда одна из переменных изменяется, соответствующим образом изменяются другие зависимые от неё переменные. Другими словами, изменение какого-либо размера на чертеже передается в соответствующие детали, и все двумерные чертежи автоматически обновляются.

### Выход на пенсию
К 1995 году Dassault Systèmes адаптировалась ко многим крупным технологическим достижениям: в 1980—1990-х годах компьютерная техника претерпела значительные изменения; на промышленных предприятиях появились рабочие станции с возможностью подключения через локальные сети, что составило конкуренцию мэйнфреймам. В результате спектр предложений продуктов Dassault Systèmes стал шире и охватил большее количество отраслей; были добавлены многочисленные функции и развито управление конфигурациями. У компании появились клиенты в таких странах, как Россия, Индия, Китай, Южная Африка, Тайвань, Корея, Австралия и Израиль. CATIA была полностью переписана (V5), и обсуждалось стратегическое решение войти в мир Microsoft. Dassault Systèmes, имеющая 1000 сотрудников и дочерние компании в США, Германии и Японии, достигла лидирующих позиций и намеревалась установить свои системы на всех ПК в промышленном секторе. В период с 1994 по 1995 год ее чистая прибыль увеличилась на 40 %, а оборот — на 10 %.
В 1995 году, после 14 лет управления компанией, Бернар оставил должность генерального директора и передал ее Бернару Шарлесу.
Карьерный путь инженера, с самого начала увлеченного технологиями и инновациями, привел Франсиса Бернара к должности управляющего предприятием, включающей разнообразные аспекты: разработку, маркетинг, продажи, партнерство с IBM, человеческие ресурсы и финансы. Он увидел потенциал 3D в то время, когда эта технология только зарождалась, и разработал цифровую платформу (CATIA), которая изменила методы проектирования и производства.

## Награды и отличия
Бернар имеет следующие награды:

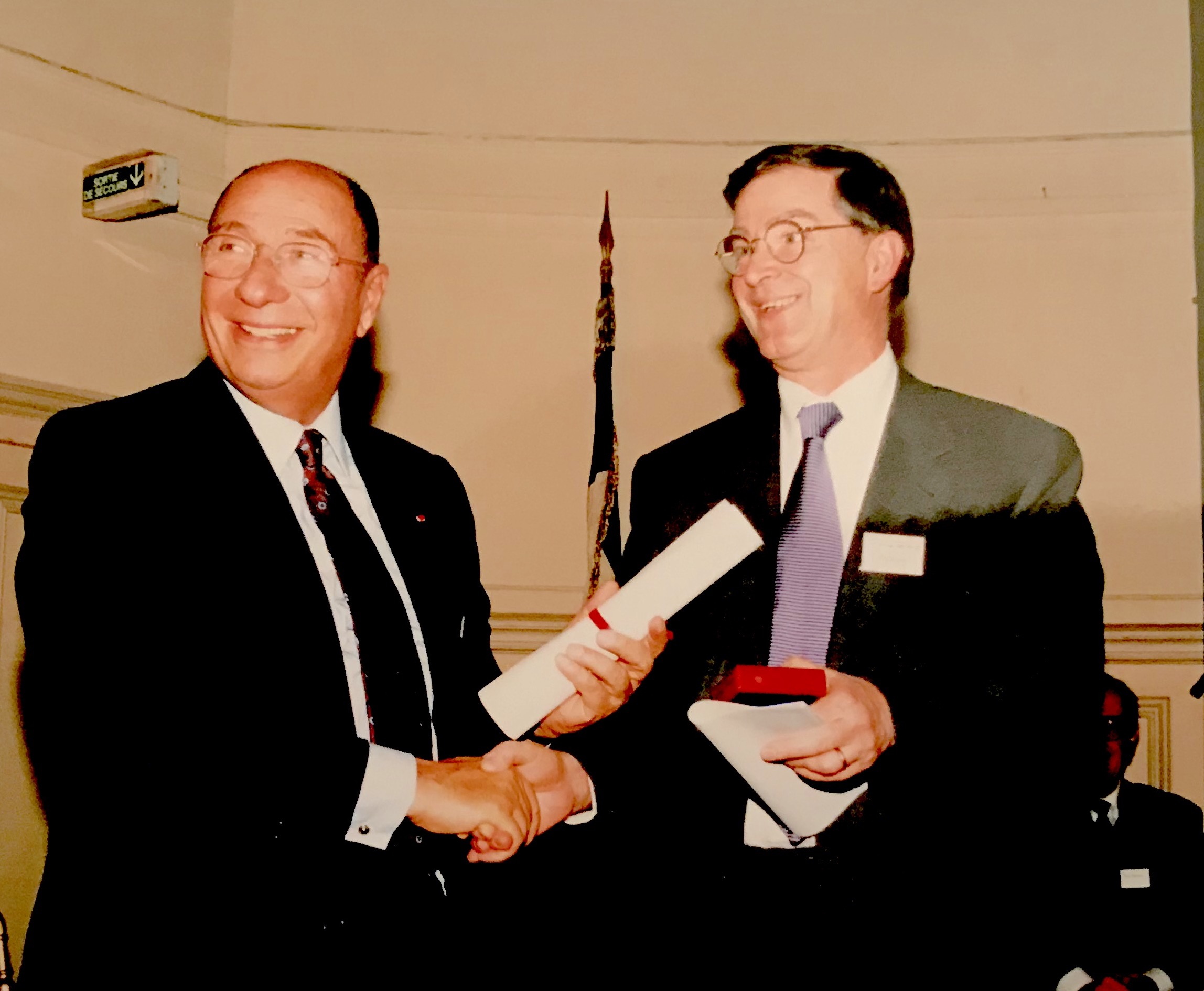
Золотая медаль SPI им. Ж. А. Шапталя (1998)

- «General Nicolau Award 2003», учрежденная International Academy for Production Engineering[3]
- Гран-при от французской Academy of Air and Space (1997)[4]
- Золотая медаль SPI им. Ж. А. Шапталя (1998), учрежденная National Industry Incentive Society[5]
- Победитель конкурса Aviation Week & Space Technology, IT/Electronics, 1998[6]